# 饿狼传说 (游戏)
《饿狼传说》（日版副標題譯作“宿命之戰”）是一款由SNK制作和发行的格鬥遊戲。游戏最初于1991年11月在街机发行。游戏后移植至超级任天堂和Mega Drive。游戏于1992年11月27日在日本地区超级任天堂发行。
本作由西山隆志設計，他曾於卡普空設計初版街头霸王，本作品視為其精神續作。
游戏与其他格斗类游戏类似。玩家需要在三局两胜制比赛中战胜对手。
在多数评价者中，他们认为本作与街头霸王II相比，没有具有竞争的元素。

## 遊戲系統

### 基本操作
由8方向摇桿和拳、腳、投3個按键组成。

### 雙線系統（Two-plane system）
角色可以於兩條線上移動和戰鬥，移動到其他線上時可以避開敵人的攻擊。

## 故事簡介
南鎮的統治者基斯·霍華（Geese Howard）。現在正是巔峰期的他今年也主辦了最強武鬥會「King of Fighters」。可是，他不知道“宿命之戰”正在等待著他。
10年前被基斯殺了養父的泰瑞·柏格（Terry Bogard）和安迪·柏格（Andy Bogard）兄弟，累積了各自嚴厲的格鬥修行，為了報仇而回到了南鎮。可是，接近如日中天的基斯並不是容易的事，波格兄弟為此十分苦惱。
這時，東丈（Joe Higashi）出現在他們面前。為了參加最強武鬥會的他，告訴了泰瑞和安迪這次大會的主辦人正是基斯。這正是接近基斯的好機會，他們2人決定參加這次最強武鬥會。
到了大會當日, 到底“宿命之戰”的結果是……？　

## 登場角色

### 可選用角色
- Terry Bogard
- Andy Bogard
- Joe Higashi

### 電腦控制角色
- Billy Kane
- Duck King
- Hwa Jai
- Michael Max
- Raiden
- Richard Myer
- Tung Fu Rue
- Geese Howard

## 外部連結
- 綜合官方網站 （页面存档备份，存于）（日語）